# Cornelis Wilhelmus Schaling

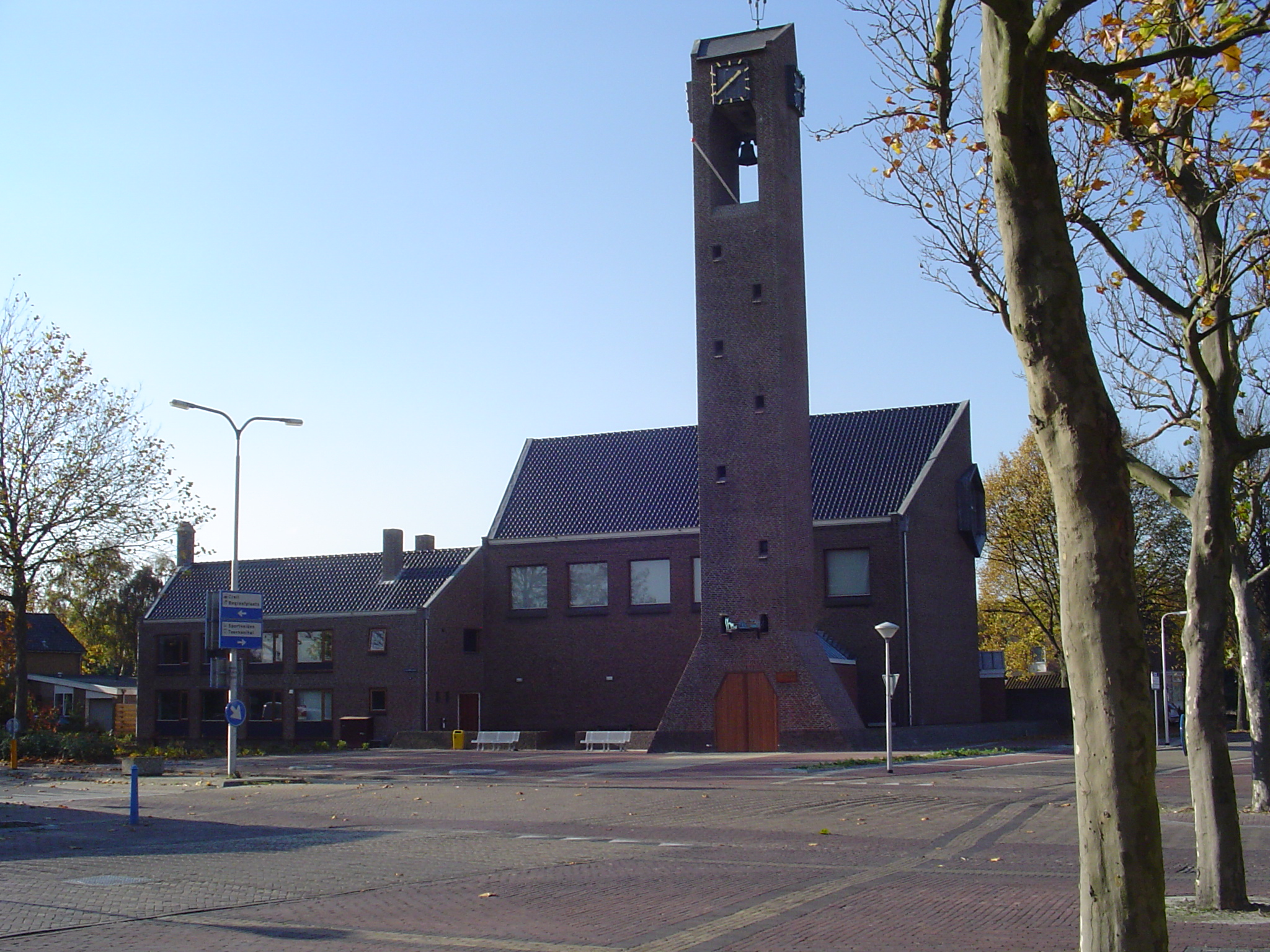
Kerk in Creil (2005)

Cornelis Wilhelmus Schaling (Amsterdam, 2 januari 1912 – aldaar, 26 december 1972), ook wel bekend als Cees W. Schaling, was een Nederlands architect.
Hij was zoon van gemeenteambtenaar Jan Jorke Schaling en Cornelia Wilhelmina Plak. Hijzelf trouwde in 1947 met Margaretha Gezina Bouwina Alieda Bult, waarop in 1968 een scheiding volgde. Zoon Jorke Schaling is edelsmid.
Hij ontving zijn basisopleiding aan de Middelbare Technische School in Haarlem. Daarna volgde een studie bij Frits Eschauzier aan de Technische Universiteit Delft. Hij was tussen 1935 en 1941 als tekenaar werkzaam bij de Dienst der Publieke Werken.
Hij werkte enige tijd voor het architectenbureau van Johan Willem Hindrik Cornelis Pot en Jacoba Froukje Keegstra met projecten in bijvoorbeeld Beverwijk en Den Helder. Daarna volgde een samenwerking met architect Johan Brouwer aan de Oranje Nassaulaan 54 in Amsterdam. Die samenwerking leverde in 1958-1961 de atelierwoningen aan de Rapenburgerstraat 77-81 in Amsterdam op.
In die jaren vijftig en zestig was hij tevens nauw betrokken bij het bestuur van de Erfgoedvereniging Bond Heemschut. Hij begeleidde onder meer de verhuizing van die stichting naar het Korenmetershuisje (1967), de verbouwing had hij zelf in de hand.  
Schaling zorgde er mede voor dat Aldo van Eyck in 1964 de Amsterdamse architectuurprijs kreeg voor zijn Burgerweeshuis.
Geslaagde projecten waren de atelierwoningen in Amsterdam met Brouwer, als ook de wijk De Erven in Eindhoven met Pot-Keegstra. Verder verdienden kerken in Drongelen, Den Dolder en Creil waardering. Die laatste werd in Monumenten in Nederland-Flevoland (2006) van Chris Kolman en Ronald Stenvert wel vergeleken met een raadhuis. Dat is wellicht terug te voeren op een aantal ontwerpen voor raadhuizen, onder andere dat van Zuidzande uit 1948. 
Minder geslaagd waren zijn ontwerpen voor het stadhuis aan het Slotplein voor Capelle aan den IJssel. Zijn plan uit 1962 bleek niet in de smaak te vallen; een herontwerp bleek dat wel maar de bouw werd verder begeleid door Karel Christiaan van Waalwijk en W.E.A. van Oosterom. Er werd tussen 1963 en 1967 aan gebouwd. Van 1955 tot 1969 liep ook nog een project voor een stadhuis voor Haren, dat maar niet van de grond kwam. Het voortraject leidde in 1963 wel tot goedkeuring maar men kon niet overweg met Schalings kantoor, dat maar langzaam reageerde. In 1969 vond de gemeente het welletjes en er werd een afkoopsom van 22.000 gulden betaald. 
Schaling werd begraven op Begraafplaats Onderlangs in Castricum.